# Allie X
Alexandra Ashley Hughes (31 julio de 1985), más conocida como Allie X, es una cantante, compositora y artista visual canadiense. Comenzó su carrera como una artista de pop indie en Toronto a mediados de los 2000, tocando con bandas locales, escribiendo y grabando álbumes.
Después de mudarse a Los Ángeles en 2013, Hughes empezó trabajar con Cirkut y Billboard y consiguió su primer éxito con su primer sencillo, bajo el nombre de Allie X, "Catch", que alcanzó el puesto 55 en la lista Candian Hot 100 y fue bien recibido por los críticos.
Hughes lanzó su EP debut, CollXtion I, en 2015, seguido de su álbum de estudio debut CollXtion II en 2017 y Super Sunset en 2018. En 2019, también lanzó una versión analógica de Super Sunset. Su segundo álbum de estudio, Cape God, fue lanzado el 21 de febrero de 2020. El 23 de febrero de 2024, lanzó su cuarto álbum de estudio, Girl with No Face, producido completamente por ella.

## Biografía
Alexandra Ashley Hughes nació el 31 de julio de 1985 en Oakville, Ontario. Su familia es de ascendencia británica. Asistió a la Escuela de Artes Etobicoke, estudió piano clásico y canto en la Academia de Artes Interlochen en Míchigan, se graduó del programa de Interpretación de Teatro Musical de Sheridan College, y también estudió teatro musical.

### Carrera musical
Ha colaborado como compositora con Troye Sivan y con la banda coreana BTS.

## Influencia
Hughes cita muchas de sus influencias siendo ABBA, Arthur Russell, Björk, Kate Bush, Lady Gaga, Céline Dion, Cyndi Lauper, Mariah Carey, Mark Mothersbaugh.
Hughes en varias ocasiones ha apoyado a los derechos de las mujeres y derechos LGBT.
En 2020 apareció como presentadora en el séptimo capítulo de la competencia de transformismo Canada's Drag Race.

## Giras
- Cape God World Tour, 2020

## Discografía

### Álbumes de estudio
| Título            | Detalles del álbum | Posición   | Posición |
| Título            | Detalles del álbum | US Current | US Heat  |
| ----------------- | --- | ---------- | -------- |
| CollXtion II      | - Lanzamiento: 9 de Junio de 2017 - Discografica: Twin Music, Sony Music - Formatos: CD, Digital Download, Streaming  | —          | —        |
| Cape God          | - Lanzamiento: 21 de Febrero de 2020 - Discografica: Twin Music, AWAL - Formatos: LP, CD, Digital Download, Streaming | 73         | 23       |
| Girl With No Face | Lanzamiento: 23 de Febrero de 2024                                                                                    |            |          |

Girl With No Face

### Ep
| Título                 | Detalles del álbum                                                                      |  |
| ---------------------- | --------------------------------------------------------------------------------------- |  |
| CollXtion I            | - Lanzamiento: 7 de abril de 2015 - Discografica: Universal Music - Formatos: Streaming |  |
| Catch EP               | - Lanzamiento: 20 de noviembre de 2015 - Discografica: Twin Music - Formatos: Streaming |  |
| CollXtion II: Ʉnsolved | - Lanzamiento: 15 de marzo de 2017 - Discografica: Twin Music - Formatos: Streaming     |  |
| Super Sunset           | - Lanzamiento: 29 de octubre de 2018 - Discografica: Twin Music - Formatos: Streaming   |  |
| Super Sunset (Analog)  | - Lanzamiento: 1 de enero de 2019 - Discografica: Twin Music - Formatos: Streaming      |  |